# Andon Nikolow

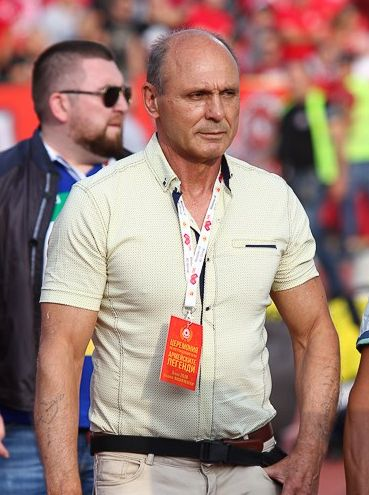
Nikolov (2018)

Andon Nikolow (bulgarisch Андон Николов, engl. Transkription Andon Nikolov; * 15. Juni 1951) ist ein ehemaliger bulgarischer Gewichtheber und Funktionär. Er war Olympiasieger 1972 im Mittelschwergewicht.

## Werdegang
Andon Nikolow wurde zu Beginn der 1970er Jahre im Zuge eines großen Talentsuche- und -förderungsprogrammes, das durch den seit 1969 im Amt befindlichen Cheftrainer Iwan Abadschiew initiiert worden war, für das Gewichtheben entdeckt. Diese jungen Heber fanden ihren wirtschaftlichen Rückhalt durch die Aufnahme in die bulgarische Volksarmee, konnten sich aber voll dem Training widmen.
Der 1,82 Meter große Athlet war für das Mittelschwergewicht, der Gewichtsklasse, in der er während seiner ganzen Karriere antrat, eher zu groß. Er kam trotzdem gut zurecht und wirkte aufgrund dieser Größe, vor allem beim Reißen, äußerst elegant.
Seinen ersten Wettkampf auf der internationalen Gewichtheberbühne absolvierte er beim Donau-Pokal-Turnier der Junioren 1971 in Wien. Er erreichte dort im Mittelschwergewicht im olympischen Dreikampf 420 kg (140-130-150) und siegte damit vor dem Rumänen Mate, der auf 390 kg kam. Beim Donau-Pokal-Turnier der Senioren 1972 in Budapest steigerte er sich schon auf 500 kg (165-150-185) und war damit schon in die Weltspitze vorgedrungen. Er besiegte in diesem Wettkampf u. a. den früheren Weltmeister Győző Veres aus Ungarn, der 477,5 kg erreichte.
Bei der Europameisterschaft 1972 in Constanța steigerte sich Andon Nikolow im olympischen Dreikampf auf 525 kg (182,5-152,5-190) und belegte damit hinter David Rigert aus der UdSSR, 557,5 kg (185-165-207,5) und seinem jungen Landsmann Atanas Schopow, 527,5 kg (177,5-147,5-202,5) den 3. Platz. Bei den Olympischen Spielen 1972 in München waren diese drei Heber auf Grund ihrer Vorleistungen Favoriten auf die Medaillengewinne, wobei David Rigert als absoluter Favorit auf den Gewinn der Goldmedaille galt. Es kam aber anders, denn David Rigert fabrizierte im Reißen drei Fehlversuche und erzielte damit kein Dreikampfresultat. Andon Nikolow nutzte die Gunst der Stunde und war an diesem Tage etwas besser in Form als Atanas Schopow, so dass er diesen mit 525 kg (180-155-190) zu 517,5 kg (180-145-192,5) besiegen konnte und damit die Goldmedaille gewann.
1973 wurde vom internationalen Gewichtheber-Verband (IWF) das Drücken abgeschafft. Seither bestehen die Wettkämpfe nur mehr aus einem Zweikampf, der Reißen und Stoßen beinhaltet. Andon Nikolow kam mit dieser Neuregelung gut zurecht, wenngleich er in seiner weiteren Laufbahn keinen weiteren internationalen Titel mehr gewann. Das lag aber ausschließlich an David Rigert, der mit seinen Leistungen, wenn er nicht gerade drei Fehlversuche im Reißen hatte, allen anderen Hebern seiner Gewichtsklasse und seiner Zeit weit voraus war.
Andon Nikolow kam bei der Europameisterschaft 1973 in Madrid im Mittelschwergewicht mit 352,5 (155–197,5) hinter Rigert, 367,5 (165–202,5) auf den 2. Platz. 352,5 kg (162,5–190) erreichte er auch bei der Weltmeisterschaft 1973 in Havanna. Dort reichte diese Leistung aber nur zum 4. Platz im Mittelschwergewicht. Sieger wurde wiederum David Rigert mit 365 kg (165–200).
Bei der Europameisterschaft 1974 in Verona absolvierte Andon Nikolow ohne Zweifel den besten Wettkampf in seiner Karriere. Er steigerte sich im Mittelschwergewicht auf 385 kg (175–210) und unterlag damit gegen David Rigert, der ebenfalls 385 kg (172,5–212,5) erzielte nur wegen des etwas höheren Körpergewichts. Pech hatte er dagegen bei der Weltmeisterschaft 1974 in Manila, denn dort gelang ihm im Reißen kein Versuch, so dass er ohne Zweikampfleistung unplatziert blieb. Im Stoßen kam er auf 202,5 kg und gewann damit die Bronzemedaille in dieser Einzeldisziplin.
Danach war Andon Nikolow mehrere Male so schwer verletzt, dass er in den Jahren 1975 und 1976 keine Wettkämpfe bestreiten konnte. 1977 belegte er bei der bulgarischen Meisterschaft mit 325 kg (145–180) im Mittelschwergewicht den 2. Platz. Für die Teilnahme an internationalen Meisterschaften war er aber erst 1978 leistungsmäßig wieder bereit. Er schaffte in diesem Jahr bei der Europameisterschaft in Havířov 352,5 kg (167,5–185) und belegte damit hinter David Rigert, 397,5 kg und Rolf Milser aus der Bundesrepublik Deutschland, 375 kg, den 3. Platz. Bei der Weltmeisterschaft 1978 in Gettysburg steigerte sich Andon Nikolow auf 365 kg (170–195), kam damit aber hinter Rolf Milser, 377,5 kg, Gennadi Bessonow, UdSSR, 375 kg und dem Ungarn Antalovics, 367,5 kg, nur auf den 4. Platz.
1979 wurde er mit 357,5 kg (167,5–190) bulgarischer Meister. Er trat aber anschließend wegen weiterer Verletzungsprobleme zurück.
Danach absolvierte er die Sporthochschule in Sofia und wurde Gewichthebertrainer. 2004 wurde er als Nachfolger von Anton Kodschabaschew Präsident des bulgarischen Gewichtheber-Verbandes. Er trat damit ein schweres Amt an, denn kaum im Amt musste er schon den Dopingfall Rumjana Petkowa, die Gewichtheber-Weltmeisterin war, bekannt geben. Noch härter traf es die bulgarischen Gewichtheber 2008, denn in diesem Jahr wurde die gesamte bulgarische Gewichtheber-Nationalmannschaft, insgesamt elf Athleten, des Dopings überführt. Die betroffenen Athleten wurden von der IWF bis zum Jahre 2012 gesperrt und der bulgarische Gewichtheber-Verband von den internationalen Meisterschaften ausgeschlossen. Aus diesem Grund waren bei den Olympischen Spielen in Peking auch keine bulgarischen Gewichtheber am Start. Inwieweit Andon Nikolow selbst in diese Affäre verstrickt ist, ist nicht bekannt.

## Internationale Erfolge
| Jahr | Platz | Wettbewerb                             | Gewichtsklasse | |
| 1971 | 1.    | Donau-Pokal-Turnier (Junioren) in Wien | Mittelschwer   | mit 420 kg (140-130-150), vor Mate, Rumänien, 390 kg                                                                                          |
| 1972 | 1.    | Donau-Pokal-Turnier in Budapest        | Mittelschwer   | mit 500 kg (165-150-185), vor Győző Veres, Ungarn, 477,5 kg u. Orszag, Tschechoslowakei, 472,5 kg                                             |
| 1972 | 3.    | EM in Constanța                        | Mittelschwer   | mit 525 kg (182,5-152,5-190), hinter David Rigert, UdSSR, 557,5 kg (185-165-207,5) u. Atanas Schopow, Bulgarien, 527,5 kg (177,5-147,5-202,5) |
| 1972 | Gold  | OS in München                          | Mittelschwer   | mit 525 kg (180-155-190) vor Atanas Schopow, 517,5 kg (180-145-192,5) und Hans Bettembourg, Schweden, 512,5 kg (182,5-145-185)                |
| 1973 | 1.    | Intern. Turnier in Paris               | Mittelschwer   | mit 345 kg (160–185), vor Norbert Ozimek, Polen, 327,5 kg                                                                                     |
| 1973 | 2.    | EM in Madrid                           | Mittelschwer   | mit 352,5 kg (155–197,5), hinter David Rigert, 367,5 kg (165–202,5), vor Atanas Schopow, 350 kg (150–200)                                     |
| 1973 | 4.    | WM in Havanna                          | Mittelschwer   | mit 352,5 kg (162,5–190), hinter David Rigert, 365 (165–200), Wassili Kolotow, UdSSR, 360 kg (157,5–202,5) u. Peter Petzold, DDR, 357,5 kg    |
| 1974 | 1.    | Donau-Pokal-Turnier in Braunau         | Mittelschwer   | mit 382,5 kg (175–207,5), vor György Rehus, Ungarn, 335 kg u. Rolf Milser, BRD, 330 kg                                                        |
| 1974 | 2.    | EM in Verona                           | Mittelschwer   | mit 385 kg (175–210), hinter David Rigert, 385 kg (172,5–212,5), vor Serhej Poltorazkyj, UdSSR, 362,5 kg (162,5–200)                          |
| 1974 | unpl. | WM in Manila                           | Mittelschwer   | nach 3 Fehlversuchen im Reißen, im Stoßen 202,5 kg                                                                                            |
| 1977 | 1.    | Donau-Pokal-Turnier in Plewen          | Mittelschwer   | mit 337,5 kg (155–182,5), vor György Rehus, 337,5 kg                                                                                          |
| 1978 | 3.    | EM in Havířov                          | Mittelschwer   | mit 352,5 kg (167,5–185), hinter David Rigert, 397,5 kg u. Rolf Milser, 375 kg                                                                |
| 1978 | 4.    | WM in Gettysburg                       | Mittelschwer   | mit 365 kg (170–195), hinter Rolf Milser, 377,5 kg, Gennadi Bessonow, UdSSR, 375 kg u. Antalovics, Ungarn, 367,5 kg                           |

## WM + EM-Einzelmedaillen
- WM-Goldmedaillen: 1972/Reißen/Mittelschwer
- WM-Silbermedaillen: 1973/Reißen/Mittelschwer
- WM-Bronzemedaillen: 1972/Drücken/Mittelschwer – 1974/Stoßen/Mittelschwer
- EM-Goldmedaillen: 1974/Reißen/Mittelschwer
- EM-Silbermedaillen: 1973/Reißen/Mittelschwer – 1974/Stoßen/Mittelschwer – 1978/Reißen/Mittelschwer
- EM-Bronzemedaillen: 1972/Drücken/Mittelschwer – 1972/Reißen/Mittelschwer

## Weltrekorde
| Datum   | Ort     | Disziplin | Gewichtsklasse | Leistung             |
| 23.2.74 | Burgas  | Reißen    | Mittelschwer   | 170,5 kg             |
| 27.4.74 | Braunau | Reißen    | Mittelschwer   | 172,5 kg             |
| 27.4.74 | Braunau | Reißen    | Mittelschwer   | 175 kg               |
| 27.4.74 | Braunau | Zweikampf | Mittelschwer   | 382,5 kg (175–207,5) |